# Sängskåp

Sängskåp med utfälld säng.

Ett sängskåp är en säng som inryms i ett skåp, och fälls ut på golvet när den används.
I en vanlig modell är sängen stående och fälls rakt ut på golvet. En sådan modell, Murphy bed, utvecklades av William L. Murphy och patenterades 1916. Begreppet Murphy bed har enligt en domstol i USA förlorat sin varumärkesstatus och blivit ett allmänt begrepp för möbeltypen.
Sängskåpets stora fördel är att spara utrymme för den som är trångbodd. Sängskåpen förekommer också i slapstickhumor.